# Mossel (rivière)
La Mossel est une rivière de Moselle et du Bas-Rhin, affluent de la Moder et sous-affluent du Rhin.

## Géographie
La Mossel prend sa source dans les Vosges gréseuses près de Reinhardtsmunster au pied de la Tête de Singrist (630 m.)
La longueur de son cours d'eau est de 21,2 km.
Communes traversées : 10 communes françaises traversées sur 2 départements :
- Département de la Moselle : Dabo,
- Département du Bas-Rhin : Dettwiller ; Wangenbourg-Engenthal ; Gottenhouse ; Haegen ; Hengwiller ; Lupstein ; Marmoutier (Bas-Rhin) ; Monswiller ; Otterswiller ; Reinhardsmunster ; Saverne ; Steinbourg ; Thal-Marmoutier.

## Histoire
Autre toponyme : Mosselbach,.

## Hydrologie
La Mossel, d'une longueur totale de 21,2 km, prend sa source dans la commune de Dabo et se jette  dans la Zorn à Dettwiller, après avoir traversé douze communes.
Zones hydrographiques traversées : 
- La Zorn de la Mossel au Littenheim[4].
- La Zorn de la Zinsel du Sud à la Mossel[5].

La rivière La Mossel est un affluent du Canal de la Marne au Rhin.
Affluents de la rivière La Mossel : Ruisseaux le Kuhbach ; le Drusenbach ; le Froeschloch ; le Weinerbaechel.

## Aménagements et écologie
La Mossel coule dans 3 communautés de communes :
- Communauté de communes du Pays de Phalsbourg : Dabo.
- Communauté de communes du Pays de Saverne : Dettwiller, Gottenhouse, Haegen, Hengwiller, Lupstein, Marmoutier, Monswiller, Otterswiller, Reinhardsmunster, Saverne, Steinbourg, Thal-Marmoutier.
- Communauté de communes de la Mossig et du Vignoble : Wangenbourg-Engenthal.